# Bonacolsi
Bonacolsi fou una família senyorial italiana que va exercir la senyoria a Màntua i a Mòdena, i el poder com a podestà a altres llocs. Va precedir als Gonzaga.
El seu origen és discutit. Alguns fan ancestre conegut de la família a un Bonacolsi de Ferrara, però en general sembla que l'origen més probable és un Bonacolsi de Mòdena. Rinald Bonacolsi, el seu fill, fou investit amb la terra de Folato en feu de l'abadia de Sant Zenó de Verona el 1206. Va tenir tres fills amb els quals arrenca la importància de la família: Pinamonte Bonacolsi, Bonacolso Bonacolsi i Martí Bonacolsi.
- Bonacolso Bonacolsi, el fill mitjà, fou abat benedictí de Sant’Andrea de Mantova el 1241, fou expulsat de Màntua el 1244 i va morir a l'exili el 1249.

- Martí Bonacolsi, el fill petit, fou rector de la República de Màntua el 1253. Va deixar dos fills, Bertolino (mort més tard del 24 de febrer de 1303) i Castellano (mort més tard del 18 de novembre de 1308).

- Pinamonte Bonacolsi, el fill gran, fou gran Anziano dil Popolo a Màntua el 1259, rector de Màntua (1272-1274) rector únic i capità general de Màntua el 1274, capità general perpetu el 1276 (de fet senyor sobirà). Va abdicar el gener del 1291 i va morir el 7 d'octubre de 1293. Va agregar a les seves possessions Castellaro, concedit pel bisbe de Trento el 1275 i va ser membre de l'Orde Teutònic amb els fills des del 1287. Va deixar vuit fills:
  - Conrat Bonacolsi (Corrado Bonacolsi), que fou investit amb la meitat del feu de Pozzuolo pel bisbe de Màntua i només va deixar dos fills naturals (Rivazzuolo i Martino que el 1315 van vendre els seus drets al feu de Castellaro.
  - Tomo Bonacolsi que fou podestà de Verona el 1283, i havia de succeir al seu pare a Màntua però fou enderrocat pel cop d'estat del seu germà Bardellone i es va haver d'exiliar. Va morir a Ferrara vers el 1302 i va deixar tres fills: Obizzo, Saraceno i Filippone (aquest fou pare de Filippo). Saraceno fou empresonat pels seus parents el 1317 i va deixar dos fills: Corradino (mort a Ferrara després del 1328) i pare de Piemont, considerat el cap de la branca que va portar el nom de Bonaccossi; i Filipo, pare de Tomo, Alberto, Caleffo i Federico
  - Bardelló Bonacolsi que fou rector i després capità general perpetu de Màntua el gener del 1291 per un cop d'estat. Fou obligat a abdicar el 2 de juliol de 1299 i va morir a Ferrara el 1300. Va deixar tres filles dos d'elles monja, i la tercera filla natural.
  - Felip Bonacolsi fou inquisidor a la Marca de Treviso el 1281 i a Verona més tard, bisbe de Trento el 1289, no va arribar a prendre possessió i va morir a Màntua 18 de desembre de 1303
  - Joan Bonacolsi anomenat "Gambagrossa" Conseller de Màntua el 1272, cavaller teutònic, podestà de Màntua el 1273, 1275, 1281 i 1288. Va morir aquest darrer any i va deixar cinc fills:
    - Bonaventura Bonacolsi anomenat "Butirone", vicari de Màntua i governador de Modena, mort a Màntua el 1326, emparentat amb els Cavalcabò per la seva dona Bonella que era filla de Cavalcabò Cavalcabò. Va deixar dos fills: Guidotto que fou vicari perpetu de Màntua del 1291 al 1297 i se'l va deixar morir de fam a Castellaro després del 16 d'agost de 1328; i Pinamonte, vicari perpetu de Màntua amb son germà i igualment se'l va deixar morir de fam a Castellaro després del 16 d'agost de 1328.
    - Guiu Bonacolsi anomenat "Botticella", podestà de Màntua el 1291, vicari de Suzzara el 1293, Capità perpetu de Màntua el 1299, investit amb Castellaro pel bisbe de Trento el 1302 del que també va rebre després Villa dei Cavalieri, Villagrossa, Pampuro e Gazo. Va morir a Màntua el 24 de gener del 1309. Es va casar dues vegades i va deixar només dues filles i un fill bastard (Pietro, canònic de la catedral de Màntua).
    - Rinald Bonacolsi anomenat "Passerino", vicari de Màntua associat a Guido el 1308, capità perpetu de Màntua el 1309, vicari imperial de Màntua el 1312, senyor de Luzzara el 1312, senyor de Modena el 24 de juliol de 1312 (fins al 1318), senyor de Carpi (1312-1319 i 1319-1327), senyor de Cremona (1316-1317), vicari imperial de Modena el 1327, assassinat a Màntua el 6 d'agost de 1328. Es va casar amb Alisia d'Este, filla d'Aldobrandino II marques d'Este i senyor de Ferrara, però només va tenir tres fills bastards: Giovanni que fou abat de Sant’Andrea in Mantova (deixat morir de fam a Castellaro després del 16 d'agost de 1328 amb uns cosins i son germà); Francesco, capità perpetu de Modena el 1321 (deixat igualment morir de fam a Castellaro després del 16 d'agost de 1328 amb uns cosins i son germà); i Berardo
    - Berard II Bonacolsi, castellà de Villa Imperta, va cedir el feu a l'abadia de San Zenó de Verona el 1297. Només va deixar una filla anomenada Samaritana.

  - Guiu I Bonacolsi, Cavaller Teutònic, va rebre la terra de Bardellona com a feu del bisbe de Trento.
  - Salvàtic Bonacolsi, cavaller teutònic, que va deixar un fill, de nom Turlino, que fou pare d'una filla, Felicita.
  - Fabrizio, Cavaller Teutònic

## Senyors de Màntua de la família Bonacolsi
- Pinamonte Bonacolsi 1272-1291
- Bardelló Bonacolsi 1291-1299
- Guiu Bonacolsi Botticella 1291-1309
- Rinald Bonacolsi Passerino, associat 1308-1309, sol 1309-1328